# Gare de Bergerac
Gare de Bergerac – stacja kolejowa w Bergerac, w departamencie Dordogne, w regionie Nowa Akwitania, we Francji.
Została otwarta w 1875 roku przez Compagnie du chemin de fer de Paris à Orléans (PO). Jest stacją Société nationale des chemins de fer français (SNCF), obsługiwaną przez pociągi TER Aquitaine.